# Línea 88 (EMT Madrid)
La línea 88 de la EMT de Madrid une Canillejas con Rejas.

## Historia
La primera vez que se usó la numeración «88» fue entre el 16 de febrero de 1975 y el 27 de marzo de 1980, uniendo Legazpi con el Hospital 12 de Octubre llamado por aquel entonces Residencia 1º de Octubre. Fue integrada en las líneas 81 y 85.
Posteriormente, en febrero de 1983, volvió a emerger con el recorrido Plaza de Legazpi-Mercamadrid. Desde el 12 de diciembre de 2006 comenzó a funcionar 24 horas de lunes a sábado, siendo la primera línea de toda la red en circular las 24 horas del día. Fue incluida en la subred TCT (Transporte al Centro de Trabajo), adoptando la denominación T32, en diciembre de 2007.

## Características
La línea actual comenzó a prestar servicio, con la denominación SE744, a las 16 horas del 9 de diciembre de 2022 para unir al área intermodal de Canillejas con la Colonia Fin de Semana y el barrio de Rejas. En un principio, solo iba a recorrer la zona industrial una vez pasada la Colonia Fin de Semana, pero finalmente su cabecera se establece en Canillejas, recorriendo todo el barrio de Rejas, y complementando el servicio de las líneas 77, 167 y a las líneas que recorren la A-2 hacia Torrejón de Ardoz y Alcalá de Henares. Tiene una frecuencia de 20 minutos en laborables, y en principio solo iba a prestar servicio seis meses para evaluar su funcionamiento "en una zona que registra necesidades de movilidad de carácter laboral".
Desde el 22 de abril de 2023, la línea circula los fines de semana y festivos.
Desde el 15 de enero de 2024, la línea pasó a denominarse línea 88.
1. ↑  «La primera línea de bus a Mercamadrid, la L88». El blog de la EMT. Consultado el 14 de enero de 2024.
2. ↑  Madridiario. «Así se movía Madrid hasta 1985». Madridiario. Consultado el 5 de agosto de 2020.
3. ↑  BarrioDeRejas (29 de noviembre de 2022). «Nueva línea 744». Twitter.
4. ↑  «El Ayuntamiento pondrá en marcha un proyecto piloto con una nueva línea de la EMT en el barrio de Rejas». diario.madrid.es. Consultado el 10 de octubre de 2022.
5. ↑  «Las líneas de la EMT 165 y 166 al Ramón y Cajal y el SE Canillejas-Rejas funcionarán fines de semana y festivos». Diario de Madrid. Consultado el 17 de abril de 2023.
6. ↑  «Los Servicios Especiales Sol-Puerta de Toledo y Canillejas-Rejas se consolidan como líneas convencionales de EMT». EMT Madrid. Consultado el 12 de enero de 2024.

### Funcionamiento
La línea entera tiene circuito neutralizado, y su cabecera de regulación se encuentra en Canillejas, por lo que una vez llegado a la calle de Lola Flores se puede continuar viaje sin ser necesario cambiar de autobús.

## Horarios
| Todo el año                |                                         |
| Lunes a viernes laborables | Sábados laborables, domingos y festivos |
| 06:00                      | 08:20                                   |
| 06:20                      | 09:00                                   |
| 06:40                      | 09:40                                   |
| 07:00                      | 10:20                                   |
| 07:20                      | 11:00                                   |
| 07:40                      | 11:40                                   |
| 08:00                      | 12:20                                   |
| 08:20                      | 13:00                                   |
| 08:40                      | 13:40                                   |
| 09:00                      | 14:20                                   |
| 09:20                      | 15:00                                   |
| 09:40                      | 15:40                                   |
| 10:00                      | 16:20                                   |
| 10:20                      | 17:00                                   |
| 10:40                      | 17:40                                   |
| 11:00                      | 18:20                                   |
| 11:20                      | 19:00                                   |
| 11:40                      | 19:40                                   |
| 12:00                      | 20:20                                   |
| 12:20                      | 21:00                                   |
| 12:40                      |                                         |
| 13:00                      |                                         |
| 13:20                      |                                         |
| 13:40                      |                                         |
| 14:00                      |                                         |
| 14:20                      |                                         |
| 14:40                      |                                         |
| 15:00                      |                                         |
| 15:20                      |                                         |
| 15:40                      |                                         |
| 16:00                      |                                         |
| 16:20                      |                                         |
| 16:40                      |                                         |
| 17:00                      |                                         |
| 17:20                      |                                         |
| 17:40                      |                                         |
| 18:00                      |                                         |
| 18:20                      |                                         |
| 18:40                      |                                         |
| 19:00                      |                                         |
| 19:20                      |                                         |
| 19:40                      |                                         |
| 20:00                      |                                         |
| 20:20                      |                                         |
| 20:40                      |                                         |
| 21:00                      |                                         |

Paso por la calle de Lola Flores aproximadamente 20 minutos después de su salida de Canillejas. Duración del recorrido circular completo aproximadamente 40 minutos.

## Recorrido y paradas
La línea inicia su recorrido en el intercambiador de Canillejas, en la parada donde también tiene cabecera el servicio especial hacia el Estadio Metropolitano. A continuación, una vez fuera de la glorieta, se incorpora a la A-2 dirección Zaragoza, hasta llegar a la vía de servicio, recorriéndola hasta llegar a la calle Yécora, a la cual accede girando a la derecha. 
Una vez llega al final, gira a la izquierda hacia la avenida del Invierno, llegando a la Colonia Fin de Semana. Dentro de esta colonia, recorre la plaza del Verano, y las avenidas Fermina Sevillano y Gumersindo Llorente, volviendo a la vía de servicio de la A-2, pasando junto al hotel Auditorium y la fábrica de IVECO (Pegaso City). 
Después, recorre las calles de Lola Flores y Padre Poveda, adentrándose brevemente y sin efectuar paradas en el término municipal de Coslada, para tomar el Camino de Rejas en incorporarse a la autovía M-21, volviendo a la Colonia Fin de Semana por la avenida del Invierno, pero en vez de volver a la calle de Yécora, continúa por la calle Arcaute, llegando al Polígono de Las Mercedes.
Dentro de esta zona recorre las calles Arcaute, Samaniego, Campezo y Deyanira. Una vez terminada la calle de Deyanira y llegado al centro de salud, recorre la carretera de acceso a la estación de O'Donnell, y finalmente, recorre la calle Alcalá y vuelve a Canillejas, completando su recorrido circular.
| Código | Denominación EMT                         | Denominación completa                            | Ubicación                                           | Líneas de la parada                                          | Metro      |
| ------ | ---------------------------------------- | ------------------------------------------------ | --------------------------------------------------- | ------------------------------------------------------------ | ---------- |
| 4592   | Canillejas                               | Intercambiador Canillejas                        | Calle de Josefa Valcárcel Nº152                     | 88 SE721                                                     | Canillejas |
| 7205   | Avenida Aragón-Campezo                   | Carretera A-2 - Polígono Industrial Las Mercedes | Avenida de Aragón Nº328                             | 88 222 223 224 224A 226 227 229 281 282 283 284 N202 VAC-243 |            |
| 3679   | Yécora-Fuentelviejo                      | Yécora-Fuentelviejo                              | Calle de Yécora Nº4                                 | 77 88 167                                                    |            |
| 3677   | Yécora-Nanclares de Oca                  | Yécora-Nanclares de Oca                          | Calle de Yécora Nº21                                | 77 88 167                                                    |            |
| 4077   | Yécora-Invierno                          | Yécora-Arcaute                                   | Calle de Yécora Nº43                                | 77 88 167                                                    |            |
| 5529   | Fin de Semana                            | Av.Fermina Sevillano Fte.32                      | Avenida de Fermina Sevillano Nº27                   | 88 167                                                       |            |
| 7208   | Avenida Aragón-Ingeniero Torres Quevedo  | Carretera A-2 - Hotel                            | Avenida de Aragón Nº400                             | 88 222 223 224 224A 226 227 229 281 282 283 284 N202 VAC-243 |            |
| 7209   | Avenida Aragón-Parque Empresarial Pegaso | Carretera A-2 - Pegaso City                      | Avenida de Aragón km. 14,1                          | 88 222 223 224 224A 226 227 229 281 282 283 284 N202 VAC-243 |            |
| 5343   | Lola Flores-Padre Poveda                 | Lola Flores-Padre Poveda                         | Calle de Lola Flores Nº20                           | 88 283                                                       |            |
| 3673   | Arcaute                                  | Arcaute-Aramayona                                | Calle de Arcaute Nº11                               | 77 88 167 N5                                                 |            |
| 3514   | Samaniego-Campezo                        | Samaniego-Campezo                                | Calle de Samaniego Nº7                              | 77 88 167 290 N5                                             |            |
| 4053   | Deyanira-Campezo                         | Deyanira Nº61                                    | Calle de Deyanira Nº61                              | 77 88 N5                                                     |            |
| 1426   | Deyanira-Pirra                           | Deyanira 17                                      | Calle de Deyanira Nº17                              | 77 88 N5                                                     |            |
| 1400   | Deyanira-Euterpe                         | Deyanira-Euterpe                                 | Calle de Deyanira Nº15                              | 77 88 N5                                                     |            |
| 51002  | Ctra. Acceso Estación O'Donnell - Pirra  | Ctra. Acceso Estación O'Donnell-Pirra            | Carretera de Acceso a la Estación de O'Donnell Nº10 | 88                                                           |            |
| 3404   | Alcalá-Ciudad Pegaso                     | Alcalá-Ciudad Pegaso                             | Calle de Alcalá Nº724                               | 77 88 N5                                                     |            |
| 3406   | Alcalá-Avenida Séptima                   | Alcalá Nº712                                     | Calle de Alcalá Nº712                               | 77 88 N5                                                     |            |
| 4592   | Canillejas                               | Intercambiador Canillejas                        | Calle de Josefa Valcárcel Nº152                     | 88 SE721                                                     | Canillejas |

1. 1 2 3  Sólo permite la subida de viajeros